# Forum (Platz)

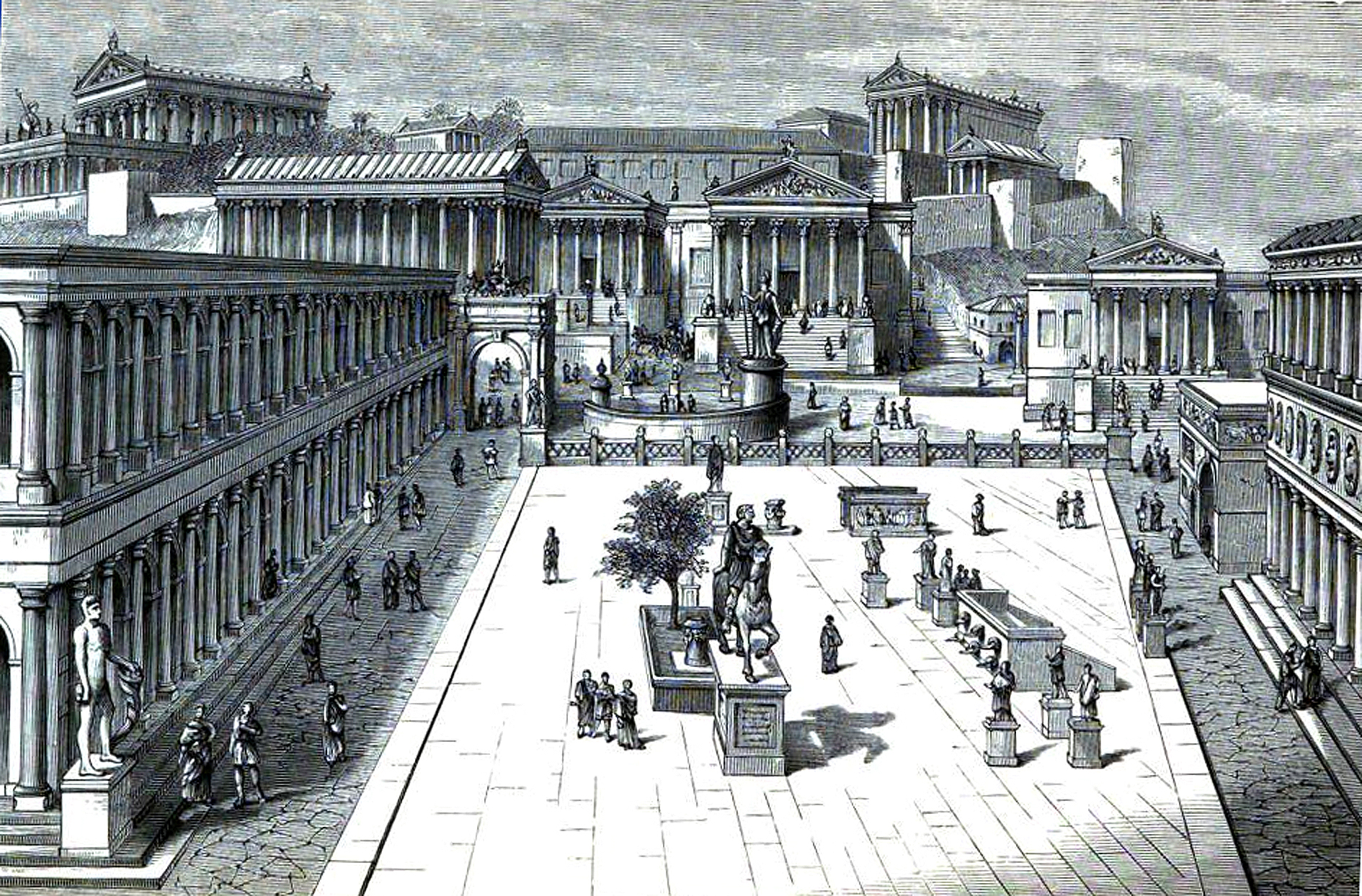
Rekonstruktionszeichnung des Forum Romanum in Rom

Ein Forum (lateinisch, Plural: Fora oder eingedeutscht Foren) war in den Städten des römischen Reiches ein Platz, der das politische, juristische, wirtschaftliche und religiöse Zentrum des Orts bildete. Es entsprach dabei weitgehend der griechischen Agora. Die Übersetzung als „Marktplatz“ ist nicht immer ganz zutreffend, weil es mitunter getrennte Platzanlagen für wirtschaftliche Aktivitäten gab.
Vorbild und Namensgeber war das Forum Romanum in Rom, wo es aber noch weitere Foren gab, wie das vor allem dem Handel dienende Forum Boarium. Gut erhaltene Beispiele für Foren lassen sich beispielsweise in Pompeji, Ostia oder einigen Ruinenstädten Nordafrikas besichtigen. In Frankreich gab es Foren in gallorömischen Oppida, so etwa in Alesia.
Während die Foren in Rom im Laufe der Jahrhunderte immer wieder umgestaltet und umgebaut wurden, waren die entsprechenden Plätze in den Städten des Reiches oftmals geplante Anlagen, die in der Regel an der Kreuzung der beiden wichtigsten Straßen der Stadt lagen und monumental ausgebaut wurden. Zur üblichen Ausstattung gehörten ein oder mehrere Tempel, Versammlungsräume für städtische Organe und Vereine sowie Hallenanlagen (Basilica, Porticus).
Weil auf oder am Forum häufig Gerichtsverhandlungen durchgeführt wurden, hat es in der juristischen Fachsprache zugleich die Bedeutung „Gericht(sort)“ erhalten (vergleiche Forensik).
Forum mit einem unterscheidenden Zusatz war auch ein mehrfach vorkommender Städtename im römischen Reich, der darauf deutet, dass die Platzanlage Ausgangspunkt für die Stadtgründung war. Ein Beispiel ist Forum Iulii in Südfrankreich, das heutige Fréjus.
Große, prächtig gestaltete Kaiserforen wurden in Rom vor allem im frühen Prinzipat errichtet, in Konstantinopel im 4. und 5. Jahrhundert. Sie dienten vor allem der Selbstdarstellung der Herrscher. Als sich im Verlauf der Spätantike der Charakter der römischen Städte wandelte, geriet das Forum vielerorts außer Gebrauch oder wurde bebaut.